# ذيل الفأر الجنوب إفريقي
ذيل الفأر الجنوب أفريقي (الاسم العلمي:Myosurus capensis)  هو نوع من النباتات يتبع جنس ذيل الفأر من الفصيلة الحوذانية        .	